# SN 1973F
SN 1973F – supernowa typu I odkryta 9 kwietnia 1973 roku w galaktyce NGC 4944. Jej maksymalna jasność wynosiła 15,70m.